# Khehek
Le khehek est une des langues des îles de l'Amirauté, parlée par 1 600 locuteurs sur Manus (partie centre-ouest), dans la province de Manus. Il comprend deux dialectes le drehet et le levei (ou levei-tulu) qui peuvent être considérés comme des langues distinctes.